# Дряхловщина
 Дряхловщина — деревня в Кировской области. Входит в состав муниципального образования «Город Киров»

## География
Расположена на расстоянии примерно 10 км по прямой на юг-юго-запад от железнодорожного вокзала станции Киров.

## История
Известна с 1671 года как Починок Ончюковской, что был городового приказщика Саватея Лехова с 1 двором, в 1764 (деревня Елчюговская) 37 жителей, в 1802 (Елчуговская) 10 дворов. В 1873 здесь (деревня Елчуговская или Дряхловина) было дворов 16 и жителей 129, в 1905 (Ельчуговская или Дряхловщина) 29 и 193, в 1926 (Дряхловщина или Ельчуговская) 36 и 177, в 1950 (Дряхловщина) 21 и 81, в 1989 нет постоянных жителей. Настоящее название утвердилось с 1939 года. Административно подчиняется Ленинскому району города Киров.

## Население
Постоянное население составляло 13 человек (русские 100%) в 2002 году, 17 в 2010.